# Arbre de la connaissance du bien et du mal

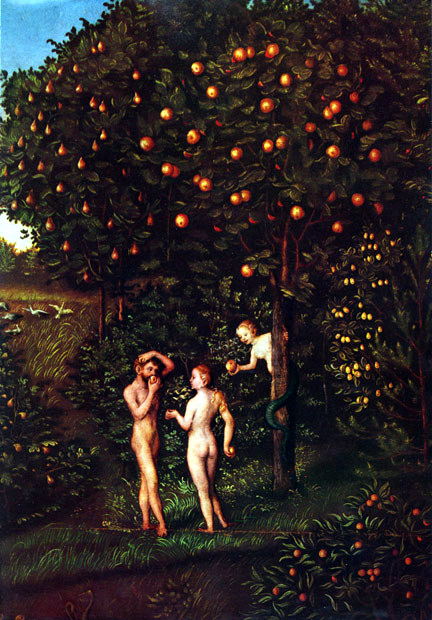
L'arbre de la connaissance.
Tableau de Lucas Cranach l'Ancien.

Pour les articles homonymes, voir Arbre de la connaissance.
L'arbre de la connaissance du bien et du mal, en hébreu  עֵץ הַדַּעַת טוֹב וָרָע ets hada'at tov va'ra, est un symbole du Livre de la Genèse. Suivant le récit biblique, il est l'un des deux arbres non alimentaires plantés par Dieu dans le jardin d’Éden, l'autre étant l'arbre de vie.

« Le Seigneur Dieu planta un jardin en Éden, à l'orient, et il y plaça l'homme qu'il avait formé. Le Seigneur Dieu fit germer du sol tout arbre d'aspect attrayant et bon à manger, l'arbre de vie au milieu du jardin et l'arbre de la connaissance de ce qui est bon ou mauvais. »

## Récit biblique
Selon la Bible (Livre de la Genèse, ch. 2 et 3), l'arbre de la connaissance du bien et du mal se situait dans le jardin d'Éden, où vivaient Adam et Ève. Dieu ordonna à Adam de ne pas manger du fruit de ce seul arbre et le prévint que le jour où  il en mangera il en mourra.
L'Éternel Dieu donna cet ordre à l'homme : Tu pourras manger de tous les arbres du jardin ; mais tu ne mangeras pas de l'arbre de la connaissance du bien et du mal, car le jour où tu en mangeras, tu mourras.
Ève est tentée par le serpent qui lui dit qu'ils ne mourraient pas pour cela mais qu'ils seraient alors comme des dieux qui connaissent le bien et le mal. Elle mange alors un fruit issu de l'arbre de la connaissance du bien et du mal puis le donne à Adam. Alors, « leurs yeux à tous deux s'ouvrirent et ils connurent qu'ils étaient nus ». Ils se firent des pagnes et se cachèrent lorsqu'ils entendirent le pas de Dieu.
Dieu appela l'homme qui lui dit s'être caché par honte de sa nudité. Dieu comprit alors qu'il avait mangé des fruits de l'arbre défendu, puisque sa nudité originelle lui apparaît alors comme un mal. L'homme chercha à se disculper en rejetant la responsabilité sur la femme ; et elle-même sur le serpent. Dieu punit alors tour à tour le serpent, la femme et l’homme. En plus de ces punitions, Dieu renvoya du jardin d'Éden l’homme qui s’était approprié la connaissance du bien et du mal, pour qu'il ne mange pas en plus de fruit de l'arbre de vie qui le rendrait éternel comme Dieu.

## Essences assimilées à l'arbre

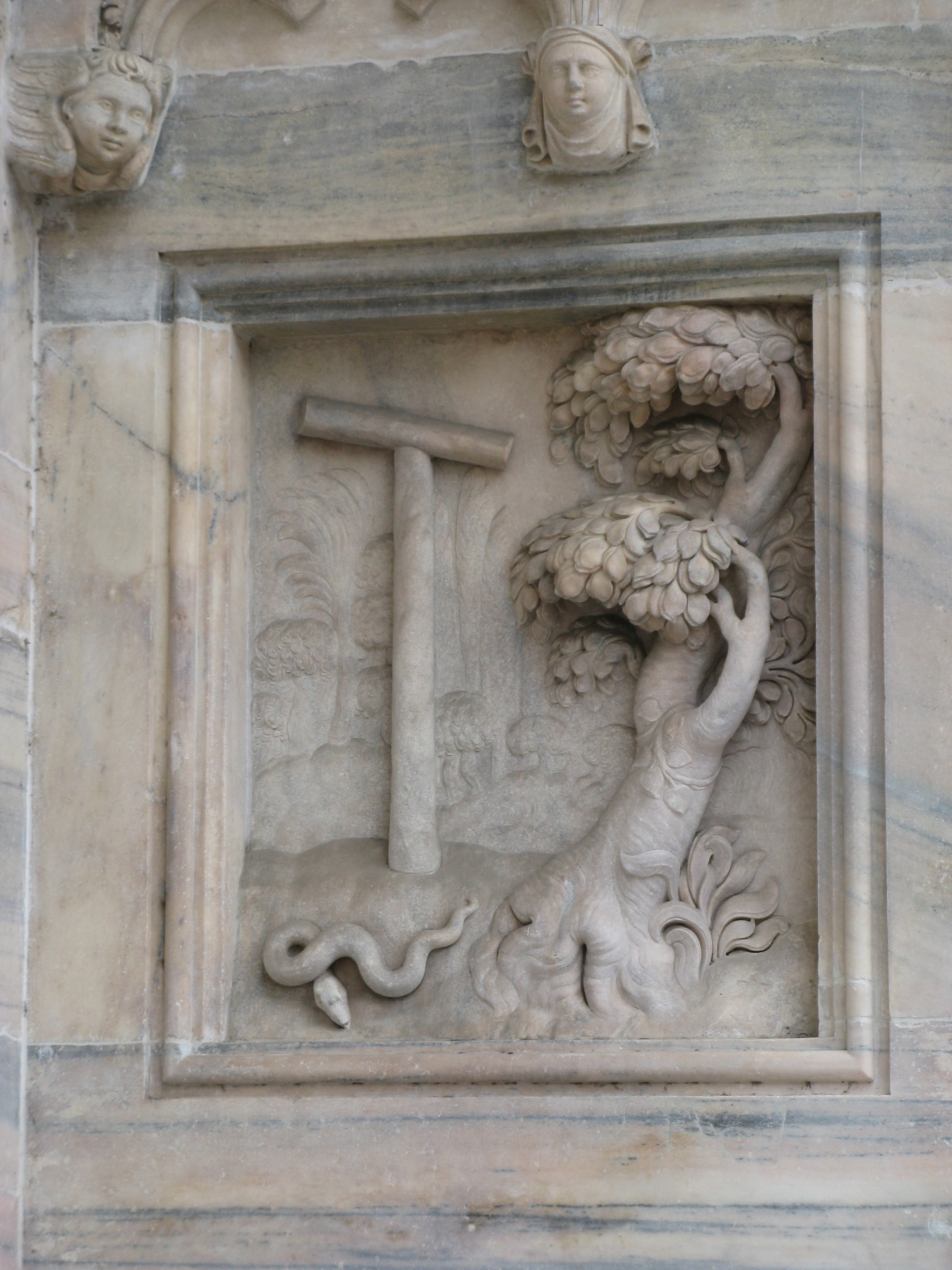
L'arbre de la connaissance du bien et du mal, bas-relief extérieur du Dôme de Milan.

Le fruit défendu n'étant pas décrit dans le texte biblique, l'arbre de la connaissance du bien et du mal a été assimilé à différentes essences. La tradition juive y voit souvent un figuier qui est présenté comme l'arbre qui permet à Adam et Ève de couvrir leur nudité une fois le fruit défendu consommé. La littérature apocryphe chrétienne, à travers l'Apocalypse de Moïse explique qu'à la suite de cet épisode tous les arbres perdent leurs feuilles à l'exception du figuier. Mais on trouve toutes sortes d'arbres dans les différentes représentations de la scène. Des représentations judaïques proposent parfois un citronnier, d'anciennes représentations chrétiennes, une vigne — dont la feuille recouvre également la nudité dans l'iconographie —, un dattier, un cerisier ou le cédrat comme 

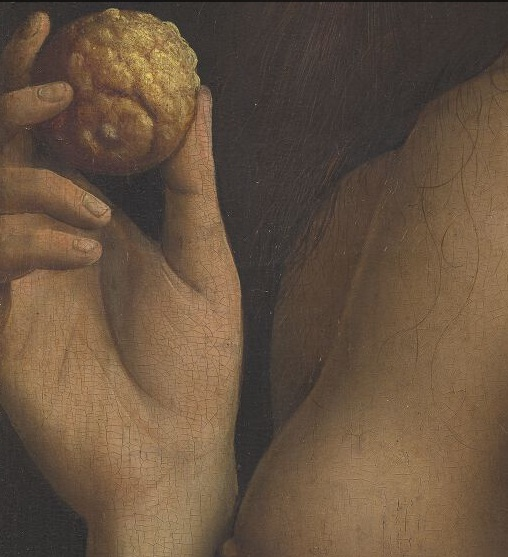
Sur le retable Adoration de l'Agneau mystique les frères van Eyck peignent un cédrat dans la main d'Eve.

montré en 1432 dans le retable Adoration de l'Agneau mystique des frères van Eyck.
Au Moyen Âge, la tradition chrétienne occidentale identifie l'arbre à un pommier pour plusieurs raisons : à cause de la signature anatomique (pomme d'Adam, pomme assimilée au sein d’Ève), de l'homophonie et de l'homographie en latin vulgaire entre les mots mālum (a long en latin classique) pour « le pommier » et mălum (a court en latin classique) pour « le mal ». Si, à la Renaissance, le fruit défendu tend à se réduire aux deux solutions traditionnelles de la figue et de la pomme dans les représentations, c'est cette dernière qui s'impose progressivement dans l'imaginaire occidental.

## Interprétations chrétiennes

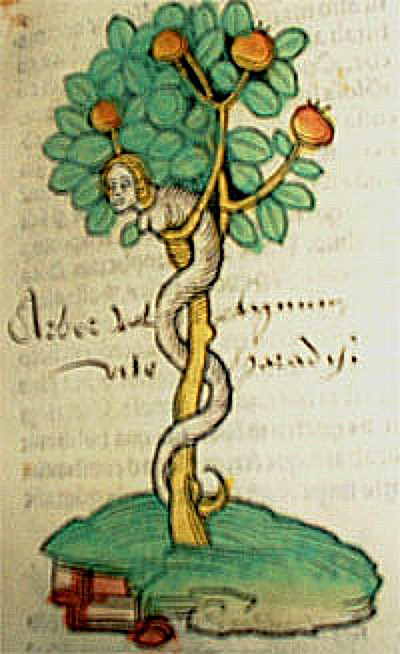
L'arbre de la connaissance du bien et du mal, par Jacob Meydenbach, Hortus sanitatis (1491), avec assimilation du serpent au corps féminin.

Le fait que la femme puis l'homme mangent le fruit défendu de l'arbre de la connaissance du bien et du mal est appelé « péché originel » par le christianisme. L'expression ne figure pas dans la Bible et le concept est absent du judaïsme. La manière dont ce « péché » se transmet a donné lieu à différentes doctrines dans le christianisme.
Au début du Ve siècle, Augustin d'Hippone, en réaction au manichéisme, a écrit sur le libre arbitre le traité De libero arbitrio, œuvre de jeunesse, qui fut remarquée par le moine breton Pélage. Celui-ci en fit à son tour une interprétation qui fut critiquée par Augustin dans de nombreux ouvrages, où il établit la doctrine du péché originel à partir du chapitre 3 du Livre de la Genèse relatif à la Chute, où il est question de l'arbre de la connaissance du bien et du mal, ainsi que de quelques passages du Nouveau Testament. Le 16e concile de Carthage en 418 affirma les doctrines du péché originel et de la grâce salvifique, contre les positions de Pélage et de ses disciples (le pélagianisme).
Le genre littéraire de Genèse 1-11 est celui du mythe, c'est-à-dire une vérité tellement profonde et tellement mystérieuse qu'on n'arrive pas à l'exprimer entièrement ou adéquatement par des concepts.